# Euphorbia uliginosa
Euphorbia uliginosa är en törelväxtart som beskrevs av Friedrich Welwitsch och Pierre Edmond Boissier. Euphorbia uliginosa ingår i släktet törlar, och familjen törelväxter. Inga underarter finns listade i Catalogue of Life.